# Chồn hôi đốm Trung Mỹ
Chồn hôi đốm Trung Mỹ (danh pháp khoa học: Spilogale angustifrons) là một loài động vật có vú trong họ Chồn hôi, bộ Ăn thịt. Loài này được Howell mô tả năm 1902. Loài này phân bố từ Costa Rica đến miền nam México. Trong quá khứ loài chồn hôi này đã được coi là một phân loài của Chồn hôi đốm miền đông (Spilogale putorius).
Loài này phát triển đến chiều dài 34 cm (13 in) với đuôi dài 23 cm (9,1 in) và nặng từ 0,5 đến 1 kg (1.1 và 2.2 lb). Chúng có các tuyến hậu môn dưới đuôi mà tiết ra xạ hương có thể được phun với độ chính xác đáng kể vào loài săn chúng.